# اللسكة (بني سعد)

تعديل مصدري - تعديل

اللسكة هي إحدى قرى عزلة الشويع بمديرية بني سعد التابعة لمحافظة المحويت، بلغ تعداد سكانها 185 نسمة حسب تعداد اليمن لعام 2004.